# Владовка (Житомирская область)
Вла́довка (укр. Владівка) — село на Украине, находится в Малинском районе Житомирской области.
Код КОАТУУ — 1823481801. Население по переписи 2001 года составляет 280 человек. Почтовый индекс — 11616. Телефонный код — 4133. Занимает площадь 1,753 км².

## Адрес местного совета
11600, Житомирская область, Малинский р-н, с. Владовка